# Японский полурыл
Японский полурыл (лат. Hyporhamphus sajori) — вид лучепёрых рыб из семейства полурыловых (Hemiramphidae) отряда сарганообразных (Beloniformes).
Максимальная длина тела 40 см. В спинном плавнике 14-18 мягких лучей, в анальном плавнике 15-18 мягких лучей. Позвонков 59-63. Передняя ветвь предглазничного канала изогнута вперёд под углом около 90°. Предорсальных чешуй 66-81. В грудных плавниках 12-14 лучей, обычно 13. Нижняя челюсть короче головы. Обитает в Северо-западной части Тихого океана: Желтое море, море Похай, Японское море и тихоокеанское побережье Японии, простирающееся на север до Сахалина и бухты Преображения и Владивостока в заливе Петра Великого. Зарегистрирован в нижней части реки Янцзы в Китае. Наличие этого вида к югу от островов Рюкю и Тайваня требует проверки. Встречается в морских, солоноватых и пресных водах. Пелагически-неритический амфидромный вид, живущий на глубине от 30 м. Распространён в прибрежных водах. Встречается в нижней части реки Янцзы в Китае. Образует небольшие стаи и питается в основном зоопланктоном. Мясо вкусное. Ловится также сачками. Используется в китайской традиционной медицине. Для оценки степени угрозы для вида недостаточно данных, он безвреден для человека, является объектом коммерческого промысла.